# Iqaluit, Nunavut
Iqaluit (phát âm tiếng Anh: /iˈkæluɪt/ ee-KAL-oo-it; tiếng Pháp: [ikalɥi(t)];  Inuktitut: ᐃᖃᓗᐃᑦ [iqaːluit]), nghĩa là "nơi có nhiều cá", là thủ phủ, thành phố duy nhất, điểm dân cư đông nhất của lãnh thổ Nunavut, Canada. Trước khi tên tiếng Inuktitut truyền thống được tái dụng, thành phố từng mang tên Frobisher Bay (1942-1987), theo tên cái vịnh lớn nằm bên.
Năm 1999, Iqaluit được chọn là thủ phủ Nunavut sau khi Các Lãnh thổ Tây Bắc (cũ) được chia hai. Trước đó, Iqaluit là một điểm dân cư nhỏ, gần như vô danh bên ngoài Bắc Canada, với mức tăng trưởng dân số, kinh tế ít ỏi. Điều này là do thành phố có vị trí cô lập và phụ thuộc vào hàng hóa bên ngoài đắt đỏ. Thành phố có khí hậu vùng cực, được dòng nước lạnh sâu của hải lưu Labrador ngay vào khơi đảo Baffin ảnh hưởng; điều này làm khí hậu Iqaluit lạnh lẽo, dù nó nằm xa ngoài vòng bắc cực.
Tính đến 2016, dân số là 7.740 người: (vùng Trung tâm Dân cư 7.082 người)), tăng 15,5% so với thống kê 2011. Dân số Iqaluit thấp nhất trong số tỉnh lỵ và thủ phủ lãnh thổ của Canada. Cư dân của Iqaluit được gọi là Iqalummiut (số ít: Iqalummiuq).